# 皇甫文聘
皇甫文聘，浙江桐庐县人。清朝官员，同进士出身。
康熙四十八年（1709年）己丑科进士。康熙五十九年（1720年）任福建邵武府建宁县知县。旧《建宁县志》入名宦传。